# George Somerset, III barone Raglan
George FitzRoy Henry Somerset, III barone Raglan (18 settembre 1857 – 24 ottobre 1921) è stato un politico inglese.

## Biografia
Era il figlio di Richard Somerset, II barone Raglan, e della sua prima moglie, Lady Georgina Lygon, figlia di Henry Lygon, IV conte Beauchamp. Era un figlioccio di Giorgio V di Hannover e divenne un paggio d'onore della regina Vittoria (1868-1874). Frequentò Eton e il Royal Military College di Sandhurst.

## Carriera
Nel 1870 si è unito nei Granatieri. Ha combattuto nella seconda guerra anglo-afghana, raggiungendo il grado di capitano. È stato Sottosegretario di Stato per la Guerra (1900-1902) ed è stato Vice Governatore dell'Isola di Man (1902-1919). Durante il suo mandato come Vice Governatore è diventato il Gran Maestro Provinciale dei massoni nella Isola di Man (1912-1919) e aveva una Loggia chiamato in suo onore.

## Matrimonio
Sposò, il 28 febbraio 1883, Lady Ethel Jemima Ponsonby (8 aprile 1857-22 giugno 1940), figlia di Walter Ponsonby, VII conte di Bessborough. Ebbero sei figli:
- FitzRoy Somerset, IV barone Raglan (10 giugno 1885-14 settembre 1964);
- Wellesley FitzRoy Somerset (13 giugno 1887-26 febbraio 1969), sposò Lesley Vivian, ebbero due figlie;
- Ethel Georgiana Frances Somerset (4 giugno 1889-10 ottobre 1981), sposò William Sholto Douglas, ebbero quattro figli;
- Frederica Susan Katherine Somerset (31 agosto 1891-16 giugno 1967), sposò Bertram Hallett, non ebbero figli;
- Nigel FitzRoy Somerset (27 dicembre 1893-7 febbraio 1990), sposò Phyllis Irwin, ebbero due figli;
- Ivy Felicia Somerset (30 marzo 1897-1986), sposò Raymond Marwood-Elton Carey, non ebbero figli.

## Morte
Morì il 24 ottobre 1921.

## Ascendenza
|                                    |                                  |                                                 | Genitori                                        |  |  | Nonni |  |  | Bisnonni                           |  |  | Trisnonni                             |  |
|                                    |                                  |                                                 |                                                 |  |  |       |  |  | Henry Somerset, V duca di Beaufort |  |  | Charles Somerset, IV duca di Beaufort |  |
|                                    |                                  |                                                 |                                                 |  |  |       |  |  | Henry Somerset, V duca di Beaufort |  |  | Charles Somerset, IV duca di Beaufort |  |
|                                    |                                  | Elizabeth Berkeley                              |                                                 |  |  |       |  |  | Henry Somerset, V duca di Beaufort |  |  |                                       |  |
| FitzRoy Somerset, I barone Raglan  |                                  |                                                 |                                                 |  |  |       |  |  | Henry Somerset, V duca di Beaufort |  |  |                                       |  |
|                                    |                                  | Elizabeth Boscawen                              | Edward Boscawen                                 |  |  |       |  |  |                                    |  |  |                                       |  |
|                                    |                                  | Elizabeth Boscawen                              | Edward Boscawen                                 |  |  |       |  |  |                                    |  |  |                                       |  |
|                                    |                                  | Elizabeth Boscawen                              | Frances Glanville                               |  |  |       |  |  |                                    |  |  |                                       |  |
| Richard Somerset, II barone Raglan |                                  | Elizabeth Boscawen                              |                                                 |  |  |       |  |  |                                    |  |  |                                       |  |
|                                    |                                  | William Wellesley-Pole, III conte di Mornington | Garret Wesley, I conte di Mornington            |  |  |       |  |  |                                    |  |  |                                       |  |
|                                    |                                  | William Wellesley-Pole, III conte di Mornington | Garret Wesley, I conte di Mornington            |  |  |       |  |  |                                    |  |  |                                       |  |
|                                    |                                  | William Wellesley-Pole, III conte di Mornington | Anne Hill-Trevor                                |  |  |       |  |  |                                    |  |  |                                       |  |
| Emily Wellesley-Pole               |                                  | William Wellesley-Pole, III conte di Mornington |                                                 |  |  |       |  |  |                                    |  |  |                                       |  |
|                                    |                                  | Katherine Forbes                                | John Forbes                                     |  |  |       |  |  |                                    |  |  |                                       |  |
|                                    |                                  | Katherine Forbes                                | John Forbes                                     |  |  |       |  |  |                                    |  |  |                                       |  |
|                                    |                                  | Katherine Forbes                                | Mary Capell                                     |  |  |       |  |  |                                    |  |  |                                       |  |
| George Somerset, III barone Raglan |                                  | Katherine Forbes                                |                                                 |  |  |       |  |  |                                    |  |  |                                       |  |
|                                    | William Lygon, I conte Beauchamp | Reginald Lygon                                  |                                                 |  |  |       |  |  |                                    |  |  |                                       |  |
|                                    | William Lygon, I conte Beauchamp | Reginald Lygon                                  |                                                 |  |  |       |  |  |                                    |  |  |                                       |  |
|                                    | William Lygon, I conte Beauchamp | Susanna Hanmer                                  |                                                 |  |  |       |  |  |                                    |  |  |                                       |  |
| Henry Lygon, IV conte Beauchamp    | William Lygon, I conte Beauchamp |                                                 |                                                 |  |  |       |  |  |                                    |  |  |                                       |  |
|                                    |                                  | Catharine Denn                                  | James Denn                                      |  |  |       |  |  |                                    |  |  |                                       |  |
|                                    |                                  | Catharine Denn                                  | James Denn                                      |  |  |       |  |  |                                    |  |  |                                       |  |
|                                    |                                  | Catharine Denn                                  | Margaret Brice                                  |  |  |       |  |  |                                    |  |  |                                       |  |
| Georgiana Lygon                    |                                  | Catharine Denn                                  |                                                 |  |  |       |  |  |                                    |  |  |                                       |  |
|                                    |                                  | William Eliot, II conte di St. Germans          | Edward Craggs-Eliot, I barone Eliot             |  |  |       |  |  |                                    |  |  |                                       |  |
|                                    |                                  | William Eliot, II conte di St. Germans          | Edward Craggs-Eliot, I barone Eliot             |  |  |       |  |  |                                    |  |  |                                       |  |
|                                    |                                  | William Eliot, II conte di St. Germans          | Catherine Elliston                              |  |  |       |  |  |                                    |  |  |                                       |  |
| Susan Eliot                        |                                  | William Eliot, II conte di St. Germans          |                                                 |  |  |       |  |  |                                    |  |  |                                       |  |
|                                    |                                  | Georgiana Leveson-Gower                         | Granville Leveson-Gower, I marchese di Stafford |  |  |       |  |  |                                    |  |  |                                       |  |
|                                    |                                  | Georgiana Leveson-Gower                         | Granville Leveson-Gower, I marchese di Stafford |  |  |       |  |  |                                    |  |  |                                       |  |
|                                    |                                  | Georgiana Leveson-Gower                         | Susanna Stewart                                 |  |  |       |  |  |                                    |  |  |                                       |  |
|                                    |                                  | Georgiana Leveson-Gower                         |                                                 |  |  |       |  |  |                                    |  |  |                                       |  |